# Future Zone
Série
Future Force
(1989)
Pour plus de détails, voir Fiche technique et Distribution.
Future Zone est un film policier de science-fiction américain réalisé par David A. Prior en 1990, et la suite de Future Force (en).

## Synopsis
En 1997, John Tucker était un flic coriace et sans pitié au sein de la meilleure des milices privées, jusqu'à ce qu'éclate une lutte sanglante et sans merci. 30 ans plus tard, quelqu'un tente de faire échouer l'assassinat de Tucker : armé d'une machine à téléporter et d'un 44 Magnum, son fils Billy traverse le temps pour changer le cours de l'histoire et sauver le père qu'il n'a jamais connu. Téléporté à travers la "Future Zone" Billy arrive à Los Angeles, 6 heures avant la mort déterminée de Tucker.

## Fiche technique
- Titre : Futur Zone
- Réalisation : David A. Prior
- Scénario : David A. Prior
- Musique : John W. Morgan et William T. Stromberg
- Photographie : Vojislav Mikulic
- Montage : Russ Kingston et David A. Prior
- Production : Kimberley Casey
- Société de production : Winters Hollywood Entertainment Holdings Corporation
- Pays de production :  États-Unis
- Genre : Action, comédie, policier et science-fiction
- Durée : 82 minutes
- Date de sortie : 
  - États-Unis : 18 juillet 1990

## Distribution
- David Carradine : John Tucker
- Ted Prior (en) : Billy Tucker
- Gail Jensen : Marion Tucker
- Charles Napier : Mickland
- Danielle Lamprakes : Barbi
- Dave Scott : Monroe
- Don Stewart (en) : Richards
- Jackson Bostwick : Tony Ginetti
- Patrick Culliton (VF : Daniel Beretta) : Hoffman
- Renée Cline : Cindi
- Ron Taft : Dugan
- Rose Stabler : Laura Kincade
- Townsend Ellis : Williams

## Récompense
Le film a obtenu un Gold Award de Video Software Dealers Association.